# Verbandsgemeinde Bernkastel-Kues
De Verbandsgemeinde Bernkastel-Kues is een samenwerkingsverband van 20 steden en gemeenten en ligt in het district Bernkastel-Wittlich in de Duitse deelstaat Rijnland-Palts.

## Gemeenten
De verbandsgemeinde bestaat uit de volgende gemeenten (Ortsgemeinden):
1. Bernkastel-Kues, Stad tevens bestuurscentrum van de verbandsgemeinde.
2. Brauneberg
3. Burgen (Hunsrück)
4. Erden
5. Gornhausen
6. Graach an der Mosel
7. Hochscheid
8. Kesten
9. Kleinich
10. Kommen
11. Lieser (Mosel)
12. Lösnich
13. Longkamp
14. Maring-Noviand
15. Minheim
16. Monzelfeld
17. Mülheim an der Mosel
18. Neumagen-Dhron
19. Piesport
20. Ürzig
21. Veldenz
22. Wintrich
23. Zeltingen-Rachtig